# Anne Blackburn-Larose
Anne Blackburn-Larose (...) è un'ex sciatrice alpina canadese.

## Biografia
Specialista delle prove tecniche, Anne Blackburn-Larose fece parte della nazionale canadese negli anni 1970; vinse il titolo canadese nello slalom speciale e nella combinata nel 1980. Non prese parte a rassegne olimpiche né ottenne piazzamenti in Coppa del Mondo o ai Campionati mondiali.

## Palmarès

### Campionati canadesi
- 2 medaglie (dati parziali, dalla stagione 1979-1980)[senza fonte][3]:
  - 2 ori (slalom speciale, combinata nel 1980)